# 雲路の果て
「雲路の果て」（くもじのはて）は、日本の歌手Coccoの4枚目のシングルである。1998年10月7日発売。発売元はビクターエンタテインメント。

## 概要
- 前作から7ヶ月ぶりとなるシングル。
- カップリングの「あなたへの月」は1998年5月13日発売の2ndアルバム「クムイウタ」にも収録されているが、こちらは(NEW　MIX)と称し、アルバムとはアレンジが異なっている。

## 収録曲
（全作詞・作曲：こっこ／編曲：根岸孝旨）
1. 雲路の果て（5:28）
2. あなたへの月（NEW MIX）（4:16）

## 収録アルバム
雲路の果て
- オリジナル『ラプンツェル』（2000年6月14日)
- ベスト『ベスト+裏ベスト+未発表曲集』（2001年9月5日)
- ベスト『ザ・ベスト盤』　(2011年8月15日)

あなたへの月
- オリジナル『クムイウタ』（1998年5月13日)
- ベスト『ベスト+裏ベスト+未発表曲集』（2001年9月5日)　※(NEW　MIX　バージョン)

## 参加ミュージシャン
雲路の果て
- Drums : 向山テツ
- Electric Bass : 根岸孝旨
- Acoustic Guitar, Electric Guitar : 白井良明
- Electric Guitar :西川進
- Keyboard : 柴田俊文
- Programming : 梅崎俊春、岸利至

あなたへの月（NEW MIX）
- Drums : 向山テツ
- Bass, Acoustic Guitar, Electric Guitar, Keyboard : 根岸孝旨
- Electric Guitar : 辻剛
- Keyboard : 柴田俊文
- Programming : 木本靖男、梅崎俊春